# Az Én kicsi pónim: Varázslatos barátság epizódjainak listája
Ez a szócikk az Én kicsi pónim: Varázslatos barátság című animációs sorozat epizódjait sorolja fel. A sorozatból 9 évad és 222 epizód készült, valamint 4 egész estés animációs film, My Little Pony: Equestria Girls címen és egy animációs mozifilm.

## Évados áttekintés
| Évad | Évad        | Epizódok    | Eredeti sugárzás     | Eredeti sugárzás   | Eredeti adó      | Magyar sugárzás    | Magyar sugárzás      | Magyar adó |
| Évad | Évad        | Epizódok    | Évadpremier          | Évadfinálé         | Eredeti adó      | Évadpremier        | Évadfinálé           | Magyar adó |
| ---- | ----------- | ----------- | -------------------- | ------------------ | ---------------- | ------------------ | -------------------- | ---------- |
|      | 1           | 26          | 2010. október 10.    | 2011. május 6.     | The Hub          | 2011. december 11. | 2012. szeptember 22. | Minimax    |
|      | 2           | 26          | 2011. szeptember 17. | 2012. április 21.  | The Hub          | 2012. október 28.  | 2013. január 5.      | Minimax    |
|      | 3           | 13          | 2012. november 10.   | 2013. február 16.  | The Hub          | 2013. december 5.  | 2013. december 8.    | Minimax    |
|      | 4           | 26          | 2013. november 23.   | 2014. május 10.    | Hub Network      | 2015. február 13.  | 2015. március 10.    | Minimax    |
|      | 5           | 26          | 2015. április 4.     | 2015. november 28. | Discovery Family | 2016. április 2.   | 2016. április 30.    | Minimax    |
|      | 6           | 26          | 2016. március 26.    | 2016. október 22.  | Discovery Family | 2016. május 29.    | 2017. január 18.     | Minimax    |
|      | 7           | 26          | 2017. április 15.    | 2017. október 28.  | Discovery Family | 2017. október 14.  | 2017. december 30.   | Minimax    |
|      | Film        | Film        | 2017. október 6.     | 2017. október 6.   | Discovery Family | 2017. október 12.  | 2017. október 12.    | Minimax    |
|      | 8           | 26          | 2018. március 24.    | 2018. október 13.  | Discovery Family | 2019. október 28.  | 2019. november 7.    | Minimax    |
|      | Különkiadás | Különkiadás | 2018. október 27.    | 2018. október 27.  | Discovery Family | 2019. december 24. | 2019. december 24.   | Minimax    |
|      | 9           | 26          | 2019. április 6.     | 2019. október 12.  | Discovery Family | TBA                | TBA                  | Minimax    |
|      | Különkiadás | Különkiadás | 2019. június 29.     | 2019. június 29.   | Discovery Family | 2020. január 4.    | 2020. január 4.      | Minimax    |

## Epizódok

### 1. évad (2010–2011)
| #   | #   | Eredeti cím                 | Magyar cím                    | Rendezte                                       | Írta                             | Eredeti premier    | Magyar premier       |
| --- | --- | --------------------------- | ----------------------------- | ---------------------------------------------- | -------------------------------- | ------------------ | -------------------- |
| 1.  | 1.  | Friendship Is Magic, part 1 | Varázslatos barátság, 1. rész | Jayson Thiessen (co-directed by James Wootton) | Lauren Faust                     | 2010. október 10.  | 2011. december 11.   |
| 2.  | 2.  | Friendship Is Magic, part 2 | Varázslatos barátság, 2. rész | Jayson Thiessen (co-directed by James Wootton) | Lauren Faust                     | 2010. október 22.  | 2011. december 17.   |
| 3.  | 3.  | The Ticket Master           | A gálajegy                    | Jayson Thiessen (co-directed by James Wootton) | Amy Keating Rogers, Lauren Faust | 2010. október 29.  | 2011. december 18.   |
| 4.  | 4.  | Applebuck Season            | Az almaszüret                 | Jayson Thiessen (co-directed by James Wootton) | Amy Keating Rogers               | 2010. november 5.  | 2011. december 24.   |
| 5.  | 5.  | Griffon the Brush-Off       | Ki a jó barát                 | Jayson Thiessen (co-directed by James Wootton) | Cindy Morrow                     | 2010. november 12. | 2011. december 25.   |
| 6.  | 6.  | Boast Busters               | A szemfényvesztő              | Jayson Thiessen (co-directed by James Wootton) | Chris Savino                     | 2010. november 19. | 2011. december 31    |
| 7.  | 7.  | Dragonshy                   | Sárkánykaland                 | Jayson Thiessen (co-directed by James Wootton) | Meghan McCarthy                  | 2010. november 26. | 2012. január 1.      |
| 8.  | 8.  | Look Before You Sleep       | Pizsiparti                    | Jayson Thiessen (co-directed by James Wootton) | Charlotte Fullerton              | 2010. december 3.  | 2012. január 7.      |
| 9.  | 9.  | Bridle Gossip               | Ördögi pletyka                | Jayson Thiessen (co-directed by James Wootton) | Amy Keating Rogers               | 2010. december 10. | 2012. január 8.      |
| 10. | 10. | Swarm of the Century        | A bogárinvázió                | Jayson Thiessen (co-directed by James Wootton) | M.A. Larson                      | 2010. december 17. | 2012. január 14.     |
| 11. | 11. | Winter Wrap Up              | Téltakarítás                  | Jayson Thiessen (co-directed by James Wootton) | Cindy Morrow                     | 2010. december 24. | 2012. január 15.     |
| 12. | 12. | Call of the Cutie           | A szépségjegy                 | Jayson Thiessen (co-directed by James Wootton) | Meghan McCarthy                  | 2011. január 7.    | 2012. január 21.     |
| 13. | 13. | Fall Weather Friends        | A futóverseny                 | Jayson Thiessen (co-directed by James Wootton) | Amy Keating Rogers               | 2011. január 28.   | 2012. január 22.     |
| 14. | 14. | Suited for Success          | A divatbemutató               | Jayson Thiessen (co-directed by James Wootton) | Charlotte Fullerton              | 2011. február 4.   | 2012. január 28.     |
| 15. | 15. | Feeling Pinkie Keen         | Pinkie kín                    | Jayson Thiessen (co-directed by James Wootton) | Dave Polsky                      | 2011. február 11.  | 2012. január 29.     |
| 16. | 16. | Sonic Rainboom              | Szónikus szivárvány           | Jayson Thiessen (co-directed by James Wootton) | M.A. Larso                       | 2011. február 18.  | 2012. augusztus 26.  |
| 17. | 17. | Stare Master                | A bűbájmester                 | Jayson Thiessen (co-directed by James Wootton) | Chris Savino                     | 2011. február 25.  | 2012. szeptember 1.  |
| 18. | 18. | The Show Stoppers           | A komikusok                   | Jayson Thiessen (co-directed by James Wootton) | Cindy Morrow                     | 2011. március 4.   | 2012. szeptember 2.  |
| 19. | 19. | A Dog and Pony Show         | Kutyavilág                    | Jayson Thiessen (co-directed by James Wootton) | Amy Keating Rogers               | 2011. március 11.  | 2012. szeptember 8.  |
| 20. | 20. | Green Isn't Your Color      | A titok                       | Jayson Thiessen (co-directed by James Wootton) | Meghan McCarthy                  | 2011. március 18.  | 2012. szeptember 9.  |
| 21. | 21. | Over a Barrel               | Bölényvita                    | Jayson Thiessen (co-directed by James Wootton) | Dave Polsky                      | 2011. március 25.  | 2012. szeptember 15  |
| 22. | 22. | A Bird in the Hoof          | Madarat tolláról              | Jayson Thiessen (co-directed by James Wootton) | Charlotte Fullerton              | 2011. április 8.   | 2012. szeptember 16. |
| 23. | 23. | The Cutie Mark Chronicles   | Szépségjegy krónikák          | Jayson Thiessen (co-directed by James Wootton) | M.A. Larson                      | 2011. április 15.  | 2012. szeptember 22. |
| 24. | 24. | Owl's Well That Ends Well   | Éjszakai bagoly               | Jayson Thiessen (co-directed by James Wootton) | Cindy Morrow                     | 2011. április 22.  | 2012. május 1.       |
| 25. | 25. | Party of One                | Egyszemélyes buli             | Jayson Thiessen (co-directed by James Wootton) | Meghan McCarthy                  | 2011. április 29.  | 2012. május 1.       |
| 26. | 26. | The Best Night Ever         | A legjobb este                | Jayson Thiessen (co-directed by James Wootton) | Amy Keating Rogers               | 2011. május 6.     | 2012. május 2.       |

### 2. évad (2011–2012)
| #   | #   | Eredeti cím                         | Magyar cím                    | Rendezte        | Írta                                                          | Eredeti premier      | Magyar premier     |
| --- | --- | ----------------------------------- | ----------------------------- | --------------- | ------------------------------------------------------------- | -------------------- | ------------------ |
| 27. | 1.  | The Return of Harmony, part 1       | Harc a harmóniáért, 1. rész   | Jayson Thiessen | M.A. Larson                                                   | 2011. szeptember 17. | 2012. december 1.  |
| 28. | 2.  | The Return of Harmony, part 2       | Harc a harmóniáért, 2. rész   | Jayson Thiessen | M.A. Larson                                                   | 2011. szeptember 24. | 2012. december 1.  |
| 29. | 3.  | Lesson Zero                         | A nulladik lecke              | James Wootton   | Meghan McCarthy                                               | 2011. október 15.    | 2012. december 2.  |
| 30. | 4.  | Luna Eclipsed                       | Luna átalakulása              | James Wootton   | M.A. Larson                                                   | 2011. október 22.    | 2012. december 2.  |
| 31. | 5.  | Sisterhooves Social                 | Húgicák és nővérek            | James Wootton   | Cindy Morrow                                                  | 2011. november 5.    | 2012. december 8.  |
| 32. | 6.  | The Cutie Pox                       | A szépségjegyhimlő            | James Wootton   | Amy Keating Rogers                                            | 2011. november 12.   | 2012. december 8.  |
| 33. | 7.  | May the Best Pet Win!               | Jószág választás              | James Wootton   | Charlotte Fullerton                                           | 2011. november 19.   | 2012. december 9.  |
| 34. | 8.  | The Mysterious Mare Do Well         | A titokzatos Mare Do Well     | James Wootton   | Merriwether Williams                                          | 2011. november 26.   | 2012. december 9.  |
| 35. | 9.  | Sweet and Elite                     | Édes és fenséges              | James Wootton   | Meghan McCarthy                                               | 2011. december 3.    | 2012. december 15. |
| 36. | 10. | Secret of My Excess                 | Kapzsi Spike                  | James Wootton   | M.A. Larson                                                   | 2011. december 10.   | 2012. december 15. |
| 37. | 11. | Hearth's Warming Eve                | Szív Melege estélye           | James Wootton   | Merriwether Williams                                          | 2011. december 17.   | 2012. december 16. |
| 38. | 12. | Family Appreciation Day             | A család büszkesége nap       | James Wootton   | Cindy Morrow                                                  | 2012. január 7.      | 2012. december 16. |
| 39. | 13. | Baby Cakes                          | A bébicsősz                   | James Wootton   | Charlotte Fullerton                                           | 2012. január 14.     | 2012. december 22. |
| 40. | 14. | The Last Roundup                    | Applejack és a rodeó          | James Wootton   | Amy Keating Rogers                                            | 2012. január 21.     | 2012. december 22. |
| 41. | 15. | The Super Speedy Cider Squeezy 6000 | A nagy almalé verseny         | James Wootton   | M.A. Larson                                                   | 2012. január 28.     | 2012. december 23. |
| 42. | 16. | Read It and Weep                    | Olvasni jó                    | James Wootton   | Cindy Morrow                                                  | 2012. február 4.     | 2012. december 23. |
| 43. | 17. | Hearts and Hooves Day               | Szívek és paták ünnepe        | James Wootton   | Meghan McCarthy                                               | 2012. február 11.    | 2012. december 29. |
| 44. | 18. | A Friend in Deed                    | Ki a jó barát                 | James Wootton   | Amy Keating Rogers                                            | 2012. február 18.    | 2012. december 29. |
| 45. | 19. | Putting Your Hoof Down              | Állj a patádra!               | James Wootton   | Történet: Charlotte Fullerton Tévéjáték: Merriwether Williams | 2012. március 3.     | 2012. december 30. |
| 46. | 20. | It's About Time                     | Csak idő kérdése              | James Wootton   | M.A. Larson                                                   | 2012. március 10.    | 2012. december 30. |
| 47. | 21. | Dragon Quest                        | Sárkányküldetés               | James Wootton   | Merriwether Williams                                          | 2012. március 17.    | 2013. január 5.    |
| 48. | 22. | Hurricane Fluttershy                | Fluttershy, a szélvész        | James Wootton   | Cindy Morrow                                                  | 2012. március 24.    | 2013. január 5.    |
| 49. | 23. | Ponyville Confidential              | A Ponyville-i pletykalap      | James Wootton   | M.A. Larson                                                   | 2012. március 31.    | 2013. január 6.    |
| 50. | 24. | MMMystery on the Friendship Express | Rejtély a Barátság Expresszen | James Wootton   | Amy Keating Rogers                                            | 2012. április 7.     | 2013. január 6.    |
| 51. | 25. | A Canterlot Wedding, part 1         | Esküvő Canterlot-ban, 1. rész | James Wootton   | Meghan McCarthy                                               | 2012. április 21.    | 2012. október 28.  |
| 52. | 26. | A Canterlot Wedding, part 2         | Esküvő Canterlot-ban, 2. rész | James Wootton   | Meghan McCarthy                                               | 2012. április 21.    | 2012. október 28.  |

### 3. évad (2012–2013)
| #   | #   | Eredeti cím                | Magyar cím                    | Rendezte      | Írta                                                  | Eredeti premier    | Magyar premier    |
| --- | --- | -------------------------- | ----------------------------- | ------------- | ----------------------------------------------------- | ------------------ | ----------------- |
| 53. | 1.  | The Crystal Empire, part 1 | A kristály birodalom, 1. rész | James Wootton | Meghan McCarthy                                       | 2012. november 10. | 2013. december 5. |
| 54. | 2.  | The Crystal Empire, part 2 | A kristály birodalom, 2. rész | James Wootton | Meghan McCarthy                                       | 2012. november 10. | 2013. december 5. |
| 55. | 3.  | Too Many Pinkie Pies       | Pinkie Pie csődület           | James Wootton | Dave Polsky                                           | 2012. november 17. | 2013. december 5. |
| 56. | 4.  | One Bad Apple              | Rossz rokon                   | James Wootton | Cindy Morrow                                          | 2012. november 24. | 2013. december 5. |
| 57. | 5.  | Magic Duel                 | A párbaj                      | James Wootton | M.A. Larson                                           | 2012. december 1.  | 2013. december 6. |
| 58. | 6.  | Sleepless in Ponyville     | Álmatlan napok Ponyville-ben  | James Wootton | Corey Powell                                          | 2012. december 8.  | 2013. december 6. |
| 59. | 7.  | Wonderbolts Academy        | Wonderbolt Akadémia           | James Wootton | Merriwether Williams                                  | 2012. december 15. | 2013. december 6. |
| 60. | 8.  | Apple Family Reunion       | Családi találkozó             | James Wootton | Cindy Morrow                                          | 2012. december 22. | 2013. december 7. |
| 61. | 9.  | Spike at Your Service      | Spike kódexe                  | James Wootton | Történet: Dave Polsky Tévéjáték: Merriwether Williams | 2012. december 29. | 2013. december 7. |
| 62. | 10. | Keep Calm and Flutter On   | Bízzátok Fluttershy-ra!       | James Wootton | Történet: Teddy Antonio Tévéjáték: Dave Polsky        | 2013. január 19.   | 2013. december 7. |
| 63. | 11. | Just for Sidekicks         | Spike, a dajka                | James Wootton | Corey Powell                                          | 2013. január 26.   | 2013. december 8. |
| 64. | 12. | Games Ponies Play          | Kínos tévedés                 | James Wootton | Dave Polsky                                           | 2013. február 9.   | 2013. december 8. |
| 65. | 13. | Magical Mystery Cure       | Twighlight varázslata         | James Wootton | M.A. Larson                                           | 2013. február 16.  | 2013. december 8. |

### 4. évad (2013–2014)
| #   | #   | Eredeti cím                       | Magyar cím                         | Rendezte                                    | Írta                                                    | Eredeti premier    | Magyar premier    |
| --- | --- | --------------------------------- | ---------------------------------- | ------------------------------------------- | ------------------------------------------------------- | ------------------ | ----------------- |
| 66. | 1.  | Princess Twilight Sparkle, part 1 | Twilight Sparkle hercegnő, 1. rész | Jayson Thiessen (co-directed by Jim Miller) | Meghan McCarthy                                         | 2013. november 23. | 2015. február 13. |
| 67. | 2.  | Princess Twilight Sparkle, part 2 | Twilight Sparkle hercegnő, 2. rész | Jayson Thiessen (co-directed by Jim Miller) | Meghan McCarthy                                         | 2013. november 23. | 2015. február 13. |
| 68. | 3.  | Castle Mane-ia                    | Kastély mánia                      | Jayson Thiessen (co-directed by Jim Miller) | Josh Haber                                              | 2013. november 30. | 2015. február 14. |
| 69. | 4.  | Daring Don't                      | Daring Do                          | Jayson Thiessen (co-directed by Jim Miller) | Dave Polsky                                             | 2013. december 7.  | 2015. február 14. |
| 70. | 5.  | Flight to the Finish              | Célba repülés                      | Jayson Thiessen (co-directed by Jim Miller) | Ed Valentine                                            | 2013. december 14. | 2015. február 15. |
| 71. | 6.  | Power Ponies                      | Csodapónik                         | Jayson Thiessen (co-directed by Jim Miller) | Meghan McCarthy, Charlotte Fullerton, Betsy McGowen     | 2013. december 21. | 2015. február 15. |
| 72. | 7.  | Bats!                             | Denevérek                          | Jayson Thiessen (co-directed by Jim Miller) | Merriwether Williams                                    | 2013. december 28. | 2015. február 16. |
| 73. | 8.  | Rarity Takes Manehattan           | Rarity Manehattanben               | Jayson Thiessen (co-directed by Jim Miller) | Dave Polsky                                             | 2014. január 4.    | 2015. február 16. |
| 74. | 9.  | Pinkie Apple Pie                  | Az új családtag                    | Jayson Thiessen (co-directed by Jim Miller) | Natasha Levinger                                        | 2014. január 11.   | 2015. február 17. |
| 75. | 10. | Rainbow Falls                     | Rainbow győzelme                   | Jayson Thiessen (co-directed by Jim Miller) | Corey Powell                                            | 2014. január 18.   | 2015. február 17. |
| 76. | 11. | Three's a Crowd                   | A három már sok                    | Jayson Thiessen (co-directed by Jim Miller) | Meghan McCarthy, Ed Valentine                           | 2014. január 25.   | 2015. február 18. |
| 77. | 12. | Pinkie Pride                      | Pinkie büszkesége                  | Jayson Thiessen (co-directed by Jim Miller) | Történet: Jayson Thiessen Tévéjáték: Amy Keating Rogers | 2014. február 1.   | 2015. február 18. |
| 78. | 13. | Simple Ways                       | Egyszerű élet                      | Jayson Thiessen (co-directed by Jim Miller) | Josh Haber                                              | 2014. február 8.   | 2015. február 19. |
| 79. | 14. | Filli Vanilli                     | Fluttersrác                        | Jayson Thiessen (co-directed by Jim Miller) | Amy Keating Rogers                                      | 2014. február 15.  | 2015. február 19. |
| 80. | 15. | Twilight Time                     | Twillight találka                  | Jayson Thiessen (co-directed by Jim Miller) | Dave Polsky                                             | 2014. február 22.  | 2015. február 20. |
| 81. | 16. | It Ain't Easy Being Breezies      | Nem könnyű szellőcskének lenni     | Jayson Thiessen (co-directed by Jim Miller) | Dave Polsky                                             | 2014. március 1.   | 2015. február 20. |
| 82. | 17. | Somepony to Watch Over Me         | Valaki, aki vigyáz rám             | Jayson Thiessen (co-directed by Jim Miller) | Scott Sonneborn                                         | 2014. március 8.   | 2015. február 21. |
| 83. | 18. | Maud Pie                          | Maud Pie                           | Jayson Thiessen (co-directed by Jim Miller) | Noelle Benvenuti                                        | 2014. március 15.  | 2015. február 21. |
| 84. | 19. | For Whom the Sweetie Belle Toils  | Akiért Sweetle Belle rajong        | Jayson Thiessen (co-directed by Jim Miller) | Dave Polsky                                             | 2014. március 22.  | 2015. február 22. |
| 85. | 20. | Leap of Faith                     | Csipetnyi remény                   | Jayson Thiessen (co-directed by Jim Miller) | Josh Haber                                              | 2014. március 29.  | 2015. február 22. |
| 86. | 21. | Testing Testing 1, 2, 3           | Vizsga őrület                      | Jayson Thiessen (co-directed by Jim Miller) | Amy Keating Rogers                                      | 2014. április 5.   | 2015. február 23. |
| 87. | 22. | Trade Ya!                         | Cseréljünk!                        | Jayson Thiessen (co-directed by Jim Miller) | Scott Sonneborn                                         | 2014. április 19.  | 2015. február 23. |
| 88. | 23. | Inspiration Manifestation         | Kreatív kavalkád                   | Jayson Thiessen (co-directed by Jim Miller) | Corey Powell, Meghan McCarthy                           | 2014. április 26.  | 2015. február 24. |
| 89. | 24. | Equestria Games                   | Az Equestriai bajnokság            | Jayson Thiessen (co-directed by Jim Miller) | Dave Polsky                                             | 2014. május 3.     | 2015. február 24. |
| 90. | 25. | Twilight's Kingdom, part 1        | Twilight királysága, 1. rész       | Jayson Thiessen (co-directed by Jim Miller) | Meghan McCarthy                                         | 2014. május 10.    | 2015. március 10. |
| 91. | 26. | Twilight's Kingdom, part 2        | Twilight királysága, 2. rész       | Jayson Thiessen (co-directed by Jim Miller) | Meghan McCarthy                                         | 2014. május 10.    | 2015. március 10. |

### 5. évad (2015)
| #    | #   | Eredeti cím                         | Magyar cím                              | Rendezte                                    | Írta | Eredeti premier      | Magyar premier    |
| ---- | --- | ----------------------------------- | --------------------------------------- | ------------------------------------------- | --- | -------------------- | ----------------- |
| 92.  | 1.  | The Cutie Map, part 1               | A térkép, 1. rész                       | Jayson Thiessen (co-directed by Jim Miller) | Történet: Meghan McCarthy Tévéjáték: M.A. Larson, Scott Sonneborn                                              | 2015. április 4.     | 2016. április 2.  |
| 93.  | 2.  | The Cutie Map, part 2               | A térkép, 2. rész                       | Jayson Thiessen (co-directed by Jim Miller) | Történet: Meghan McCarthy Tévéjáték: M.A. Larson, Scott Sonneborn                                              | 2015. április 4.     | 2016. április 2.  |
| 94.  | 3.  | Castle Sweet Castle                 | Otthon, édes otthon                     | Jim Miller                                  | Joanna Lewis, Kristine Songco                                                                                  | 2015. április 11.    | 2016. április 2.  |
| 95.  | 4.  | Bloom & Gloom                       | A rémálom                               | Jim Miller                                  | Josh Haber | 2015. április 18.    | 2016. április 3.  |
| 96.  | 5.  | Tanks for the Memories              | Tank és a téli álom                     | Jim Miller                                  | Cindy Morrow                                                                                                   | 2015. április 25.    | 2016. április 3.  |
| 97.  | 6.  | Appleoosa's Most Wanted             | Appleoosa bűnözője                      | Jim Miller                                  | Dave Polsky | 2015. május 2.       | 2016. április 3.  |
| 98.  | 7.  | Make New Friends but Keep Discord   | Új barátok, rossz szokások              | Jim Miller                                  | Natasha Levinger                                                                                               | 2015. május 16.      | 2016. április 9.  |
| 99.  | 8.  | The Lost Treasure of Griffonstone   | Az aranyszobor                          | Jim Miller                                  | Amy Keating Rogers                                                                                             | 2015. május 23.      | 2016. április 9.  |
| 100. | 9.  | Slice of Life                       | Cranky esküvője                         | Jim Miller                                  | M.A. Larson | 2015. június 13.     | 2016. április 9.  |
| 101. | 10. | Princess Spike                      | Spike hercegnő                          | Jim Miller                                  | Történet: Jim Miller, Jayson Thiessen Tévéjáték: Neal Dusedau                                                  | 2015. június 20.     | 2016. április 10. |
| 102. | 11. | Party Pooped                        | A jakok barátsága                       | Jim Miller                                  | Történet: Jim Miller, Jayson Thiessen Tévéjáték: Nick Confalone                                                | 2015. június 27.     | 2016. április 10. |
| 103. | 12. | Amending Fences                     | Régi-új barátok                         | Jim Miller                                  | M.A. Larson | 2015. július 4.      | 2016. április 10. |
| 104. | 13. | Do Princesses Dream of Magic Sheep? | A hercegnők varázsbárányokat számolnak? | Jim Miller                                  | Történet: Jim Miller, Jayson Thiessen Tévéjáték: Scott Sonneborn                                               | 2015. július 11.     | 2016. április 16. |
| 105. | 14. | Canterlot Boutique                  | A canterloti butik                      | Denny Lu                                    | Amy Keating Rogers                                                                                             | 2015. szeptember 12. | 2016. április 16. |
| 106. | 15. | Rarity Investigates!                | Rarity nyomozó                          | Denny Lu                                    | Történet: M.A. Larson, Joanna Lewis, Meghan McCarthy, Kristine Songco Tévéjáték: Joanna Lewis, Kristine Songco | 2015. szeptember 19. | 2016. április 16. |
| 107. | 16. | Made in Manehattan                  | Manehattan térképe                      | Denny Lu                                    | Noelle Benvenuti                                                                                               | 2015. szeptember 26. | 2016. április 17. |
| 108. | 17. | Brotherhooves Social                | Big Mac nővér                           | Denny Lu                                    | Dave Polsky | 2015. október 3.     | 2016. április 17. |
| 109. | 18. | Crusaders of the Lost Mark          | Keresztesek a célban                    | Denny Lu                                    | Amy Keating Rogers                                                                                             | 2015. október 10.    | 2016. április 17. |
| 110. | 19. | The One Where Pinkie Pie Knows      | Pinkie, a titkok tudója                 | Denny Lu                                    | Gillian M. Berrow                                                                                              | 2015. október 17.    | 2016. április 23. |
| 111. | 20. | Hearthbreakers                      | Tiszteld a hagyományt                   | Denny Lu                                    | Nick Confalone                                                                                                 | 2015. október 24.    | 2016. április 23. |
| 112. | 21. | Scare Master                        | Az ijesztgetés mestere                  | Denny Lu                                    | Natasha Levinger                                                                                               | 2015. október 31.    | 2016. április 23. |
| 113. | 22. | What About Discord?                 | Mi történt Discorddal?                  | Denny Lu                                    | Neal Dusedau                                                                                                   | 2015. november 7.    | 2016. április 24. |
| 114. | 23. | The Hooffields and McColts          | Hooffieldék és McColték                 | Denny Lu                                    | Joanna Lewis, Kristine Songco                                                                                  | 2015. november 14.   | 2016. április 24. |
| 115. | 24. | The Mane Attraction                 | Rara fellépése                          | Denny Lu                                    | Amy Keating Rogers                                                                                             | 2015. november 21.   | 2016. április 24. |
| 116. | 25. | The Cutie Re-Mark, part 1           | A szépségjegy háború, 1. rész           | Denny Lu                                    | Josh Haber | 2015. november 28.   | 2016. április 30. |
| 117. | 26. | The Cutie Re-Mark, part 2           | A szépségjegy háború, 2. rész           | Denny Lu                                    | Josh Haber | 2015. november 28.   | 2016. április 30. |

### 6. évad (2016)
| #    | #   | Eredeti cím                     | Magyar cím                          | Rendezte            | Írta                                                                                                 | Eredeti premier      | Magyar premier     |
| ---- | --- | ------------------------------- | ----------------------------------- | ------------------- | --- | -------------------- | ------------------ |
| 118. | 1.  | The Crystalling, part 1         | A kristály keresztelő, 1. rész      | Denny Lu, Tim Stuby | Josh Haber                                                                                           | 2016. március 26.    | 2016. május 29.    |
| 119. | 2.  | The Crystalling, part 2         | A kristály keresztelő, 2. rész      | Denny Lu, Tim Stuby | Josh Haber                                                                                           | 2016. március 26.    | 2016. május 29.    |
| 120. | 3.  | The Gift of the Maud Pie        | Maud ajándéka                       | Denny Lu, Tim Stuby | Történet: Michael P. Fox, Wil Fox, Josh Haber Tévéjáték: Michael P. Fox and Wil Fox                  | 2016. április 2.     | 2016. május 29.    |
| 121. | 4.  | On Your Marks                   | A szépségjegy                       | Denny Lu, Tim Stuby | Történet: Dave Polsky Tévéjáték: Josh Haber, Dave Polsky                                             | 2016. április 9.     | 2016. december 1.  |
| 122. | 5.  | Gauntlet of Fire                | Tűzlabirintus                       | Denny Lu, Tim Stuby | Joanna Lewis, Kristine Songco                                                                        | 2016. április 16.    | 2016. december 2.  |
| 123. | 6.  | No Second Prances               | Nincs második esély                 | Denny Lu, Tim Stuby | Nick Confalone                                                                                       | 2016. április 30.    | 2016. december 3.  |
| 124. | 7.  | Newbie Dash                     | Újonc Dash                          | Denny Lu, Tim Stuby | Történet: Dave Polsky, Dave Rapp Tévéjáték: Dave Rapp                                                | 2016. május 7.       | 2016. december 4.  |
| 125. | 8.  | A Hearth's Warming Tail         | A Szív Melege estéje                | Denny Lu, Tim Stuby | Michael Vogel                                                                                        | 2016. május 14.      | 2016. december 6.  |
| 126. | 9.  | The Saddle Row Review           | A megnyitó                          | Denny Lu, Tim Stuby | Nick Confalone                                                                                       | 2016. május 21.      | 2016. december 7.  |
| 127. | 10. | Applejack's "Day" Off           | Applejack szabadnapja               | Denny Lu, Tim Stuby | Történet: Neal Dusedau, Michael P. Fox, Wil Fox Tévéjáték: Michael P. Fox, Wil Fox                   | 2016. május 28.      | 2016. december 8.  |
| 128. | 11. | Flutter Brutter                 | Lustesó                             | Denny Lu, Tim Stuby | Történet: Meghan McCarthy Tévéjáték: Dave Rapp                                                       | 2016. június 4.      | 2016. december 9.  |
| 129. | 12. | Spice Up Your Life              | Fűszerezd meg az életed             | Denny Lu, Tim Stuby | Michael Vogel                                                                                        | 2016. június 11.     | 2016. december 10. |
| 130. | 13. | Stranger Than Fan Fiction       | Furcsább, mint a fan fiction        | Denny Lu, Tim Stuby | Josh Haber, Michael Vogel                                                                            | 2016. június 30.     | 2016. december 11. |
| 131. | 14. | The Cart Before the Ponies      | Kocsik a pónik előtt                | Denny Lu, Tim Stuby | Történet: Ed Valentine, Michael Vogel Tévéjáték: Ed Valentine                                        | 2016. augusztus 6.   | 2016. december 12. |
| 132. | 15. | 28 Pranks Later                 | Csúnya csínyek                      | Denny Lu, Tim Stuby | Történet: Meghan McCarthy Tévéjáték: F.M. De Marco                                                   | 2016. augusztus 13.  | 2016. december 13. |
| 133. | 16. | The Times They Are a Changeling | Változnak az idők                   | Denny Lu, Tim Stuby | Történet: Kevin Burke, Michael Vogel, Chris "Doc" Wyatt Tévéjáték: Kevin Burke, Chris "Doc" Wyatt    | 2016. augusztus 20.  | 2016. december 14. |
| 134. | 17. | Dungeons & Discords             | Trollok és tömlöcök                 | Denny Lu, Tim Stuby | Nick Confalone                                                                                       | 2016. augusztus 27.  | 2016. december 15. |
| 135. | 18. | Buckball Season                 | A focimeccs                         | Denny Lu, Tim Stuby | Jennifer Skelly                                                                                      | 2016. szeptember 3.  | 2016. december 16. |
| 136. | 19. | The Fault in Our Cutie Marks    | Hiba a szépségjegyben               | Denny Lu, Tim Stuby | Történet: Josh Haber, Meghan McCarthy Tévéjáték: Ed Valentine                                        | 2016. szeptember 10. | 2016. december 17. |
| 137. | 20. | Viva Las Pegasus                | Viva Las Pegasus                    | Denny Lu, Tim Stuby | Történet: Kevin Burke, Michael Vogel, Chris "Doc" Wyatt Tévéjáték: Kevin Burke, Chris "Doc" Wyatt    | 2016. szeptember 17. | 2016. december 18. |
| 138. | 21. | Every Little Thing She Does     | Minden apró kis rigólya             | Denny Lu, Tim Stuby | Michael Vogel                                                                                        | 2016. szeptember 24. | 2016. december 19. |
| 139. | 22. | P.P.O.V. (Pony Point of View)   | P.Sz. (Póni szemszög)               | Denny Lu, Tim Stuby | Történet: Kevin Burke, Michael P. Fox, Wil Fox, Chris "Doc" Wyatt Tévéjáték: Michael P. Fox, Wil Fox | 2016. október 1.     | 2016. december 20. |
| 140. | 23. | Where the Apple Lies            | Almában a hazugság                  | Denny Lu, Tim Stuby | Történet: Meghan McCarthy, Dave Rapp Tévéjáték: Dave Rapp                                            | 2016. október 8.     | 2016. december 21. |
| 141. | 24. | Top Bolt                        | Szárnysegéd                         | Denny Lu, Tim Stuby | Történet: Joanna Lewis, Meghan McCarthy, Kristine Songco Tévéjáték: Joanna Lewis, Kristine Songco    | 2016. október 15.    | 2016. december 22. |
| 142. | 25. | To Where and Back Again, part 1 | Az Alakváltók visszatérése, 1. rész | Denny Lu, Tim Stuby | Josh Haber, Michael Vogel                                                                            | 2016. október 22.    | 2017. január 18.   |
| 143. | 26. | To Where and Back Again, part 2 | Az Alakváltók visszatérése, 2. rész | Denny Lu, Tim Stuby | Josh Haber, Michael Vogel                                                                            | 2016. október 22.    | 2016. december 23. |

### 7. évad (2017)
| #    | #   | Eredeti cím                       | Magyar cím                 | Rendezte             | Írta                                                     | Eredeti premier      | Magyar premier     |
| ---- | --- | --------------------------------- | -------------------------- | -------------------- | -------------------------------------------------------- | -------------------- | ------------------ |
| 144. | 1.  | Celestial Advice                  | Celestia tanácsa           | Denny Lu, Tim Stuby  | Joanna Lewis, Kristine Songco                            | 2017.április 15.     | 2017. október 14.  |
| 145. | 2.  | All Bottled Up                    | A palackba vele            | Denny Lu, Tim Stuby  | Joanna Lewis, Kristine Songco                            | 2017. április 15.    | 2017. október 14.  |
| 146. | 3.  | A Flurry of Emotions              | Flurry kalandjai           | Denny Lu, Tim Stuby  | Sammie Crowley, Whitney Wetta                            | 2017. április 22.    | 2017. október 15.  |
| 147. | 4.  | Rock Solid Friendship             | Sziklaszilárd barátság     | Denny Lu, Tim Stuby  | Nick Confalone                                           | 2017. április 29.    | 2017. október 15.  |
| 148. | 5.  | Fluttershy Leans In               | Fluttershy álma            | Denny Lu, Tim Stuby  | Gillian M. Berrow                                        | 2017. május 5.       | 2017. október 21.  |
| 149. | 6.  | Forever Filly                     | Örökké csikó               | Denny Lu, Tim Stuby  | Michael P. Fox, Wil Fox                                  | 2017. május 13.      | 2017. október 21.  |
| 150. | 7.  | Parental Glideance                | Szülői siklás              | Denny Lu, Tim Stuby  | Josh Hamilton                                            | 2017. május 20.      | 2017. október 22.  |
| 151. | 8.  | Hard to Say Anything              | Nehéz bármit mondani       | Denny Lu, Mike Myhre | Becky Wangberg                                           | 2017. május 27.      | 2017. október 22.  |
| 152. | 9.  | Honest Apple                      | Fő az őszinteség           | Denny Lu, Mike Myhre | Kevin Lappin                                             | 2017. június 3.      | 2017. október 28.  |
| 153. | 10. | A Royal Problem                   | Királyi probléma           | Denny Lu, Mike Myhre | Joanna Lewis, Kristine Songco                            | 2017. június 10.     | 2017. október 28.  |
| 154. | 11. | Not Asking for Trouble            | Nem kér a bajból           | Denny Lu, Mike Myhre | May Chan                                                 | 2017. június 17.     | 2017. október 29.  |
| 155. | 12. | Discordant Harmony                | Rendezetlen összhang       | Denny Lu, Mike Myhre | Michael P. Fox, Wil Fox                                  | 2017. augusztus 5.   | 2017. október 29.  |
| 156. | 13. | The Perfect Pear                  | A tökéletes körte          | Denny Lu, Mike Myhre | Joanna Lewis, Kristine Songco                            | 2017. augusztus 5.   | 2017. november 4.  |
| 157. | 14. | Fame and Misfortune               | Hírnév és szerencsétlenség | Denny Lu, Mike Myhre | M.A. Larson                                              | 2017. augusztus 12.  | 2017. november 4.  |
| 158. | 15. | Triple Threat                     | Hármas veszély             | Denny Lu, Mike Myhre | Josh Hamilton                                            | 2017. augusztus 19.  | 2017. november 5.  |
| 159. | 16. | Campfire Tales                    | Tábortűz mesék             | Denny Lu, Mike Myhre | Barry Safchik, Michael Platt                             | 2017. augusztus 26.  | 2017. november 5.  |
| 160. | 17. | To Change a Changeling            | Alakváltó Átalakulás       | Denny Lu, Mike Myhre | Kevin Lappin                                             | 2017. szeptember 7.  | 2017. december 30. |
| 161. | 18. | Daring Done                       | Kalandozás vége?           | Denny Lu, Mike Myhre | Gillian M. Berrow                                        | 2017. szeptember 9.  | 2017. december 24. |
| 162. | 19. | It Isn't the Mane Thing About You | Nem a sörény számít        | Denny Lu, Mike Myhre | Josh Haber                                               | 2017. szeptember 16. | 2017. december 30. |
| 163. | 20. | A Health of Information           | Az információ egészsége    | Denny Lu, Mike Myhre | Sammie Crowley, Whitney Wetta                            | 2017. szeptember 23. | 2017. december 24. |
| 164. | 21. | Marks and Recreation              | Szépségjegy és móka        | Denny Lu, Mike Myhre | May Chan                                                 | 2017. szeptember 30. | 2017. november 18. |
| 165. | 22. | Once Upon a Zeppelin              | Léghajón utazni jó         | Denny Lu, Mike Myhre | Brittany Jo Flores                                       | 2017. október 7.     | 2017. november 18. |
| 166. | 23. | Secrets and Pies                  | Titkok és piték            | Denny Lu, Mike Myhre | Josh Hamilton                                            | 2017. október 14.    | 2017. november 19. |
| 167. | 24. | Uncommon Bond                     | A szokatlan kötelék        | Denny Lu, Mike Myhre | Josh Haber, Kevin Lappin                                 | 2017. október 21.    | 2017. november 19. |
| 168. | 25. | Shadow Play, Part 1               | Árnyjáték, 1. rész         | Denny Lu, Mike Myhre | Történet: Josh Haber Tévéjáték: Josh Haber, Nicole Dubuc | 2017. október 28.    | 2017. november 25. |
| 169. | 26. | Shadow Play, Part 2               | Árnyjáték, 2. rész         | Denny Lu, Mike Myhre | Történet: Josh Haber Tévéjáték: Josh Haber, Nicole Dubuc | 2017. október 28.    | 2017. november 25. |

### Mozifilm (2017)
| Eredeti cím               | Magyar cím             | Rendezte        | Írta                                                                                              | Eredeti premier  | Magyar premier    |
| ------------------------- | ---------------------- | --------------- | ------------------------------------------------------------------------------------------------- | ---------------- | ----------------- |
| My Little Pony: The Movie | My Little Pony: A film | Jayson Thiessen | Történet: Meghan McCarthy, Joe Ballarini Forgatókönyv: Meghan McCarthy, Rita Hsiao, Michael Vogel | 2017. október 6. | 2017. október 12. |

### 8. évad (2018)
| #    | #   | Eredeti cím                 | Magyar cím              | Rendezte             | Írta                           | Eredeti premier      | Magyar premier    |
| ---- | --- | --------------------------- | ----------------------- | -------------------- | ------------------------------ | -------------------- | ----------------- |
| 170. | 1.  | School Daze, part 1         | Suli kalamajka, 1. rész | Denny Lu, Mike Myhre | Michael Vogel, Nicole Dubuc    | 2018. március 24.    | 2019. október 28. |
| 171. | 2.  | School Daze, part 2         | Suli kalamajka, 2. rész | Denny Lu, Mike Myhre | Michael Vogel, Nicole Dubuc    | 2018. március 24.    | 2019. október 28. |
| 172. | 3.  | The Maud Couple             | Maud párja              | Denny Lu, Mike Myhre | Nick Confalone                 | 2018. március 31.    | 2019. október 28. |
| 173. | 4.  | Fake It 'Til You Make It    | A belső erő             | Denny Lu, Mike Myhre | Josh Hamilton                  | 2018. április 7.     | 2019. október 29. |
| 174. | 5.  | Grannies Gone Wild          | Bevadult nagyik         | Denny Lu, Mike Myhre | Gillian M. Berrow              | 2018. április 14.    | 2019. október 29. |
| 175. | 6.  | Surf and/or Turf            | Nehéz döntés            | Denny Lu, Mike Myhre | Brian Hohlfeld                 | 2018. április 21.    | 2019. október 29. |
| 176. | 7.  | Horse Play                  | A színdarab             | Denny Lu, Mike Myhre | Kaita Mpambara                 | 2018. április 28.    | 2019. október 30. |
| 177. | 8.  | The Parent Map              | Szülői intelmek         | Denny Lu, Mike Myhre | Dave Rapp                      | 2018. május 5.       | 2019. október 30. |
| 178. | 9.  | Non-Compete Clause          | Közös megegyezés        | Denny Lu, Mike Myhre | Kim Beyer-Johnson              | 2018. május 12.      | 2019. október 30. |
| 179. | 10. | The Break Up Breakdown      | Szívek és paták napja   | Denny Lu, Mike Myhre | Nick Confalone                 | 2018. május 19.      | 2019. október 31. |
| 180. | 11. | Molt Down                   | Vedlőhatás              | Denny Lu, Mike Myhre | Josh Haber                     | 2018. május 26.      | 2019. október 31. |
| 181. | 12. | Marks for Effort            | Barátság leckék         | Denny Lu, Mike Myhre | Nicole Dubuc                   | 2018. június 2.      | 2019. október 31. |
| 182. | 13. | The Mean 6                  | A komisz hatos          | Denny Lu, Mike Myhre | Michael Vogel                  | 2018. június 9.      | 2019. november 1. |
| 183. | 14. | A Matter of Principals      | Az igazgató mizéria     | Denny Lu, Mike Myhre | Nicole Dubuc                   | 2018. augusztus 4.   | 2019. november 1. |
| 184. | 15. | The Hearth's Warming Club   | A Kandallótűz Nap       | Denny Lu, Mike Myhre | Brian Hohlfeld                 | 2018. augusztus 4.   | 2019. november 1. |
| 185. | 16. | Friendship University       | Barátság Egyetem        | Denny Lu, Mike Myhre | Chris "Doc" Wyatt, Kevin Burke | 2018. augusztus 11.  | 2019. november 2. |
| 186. | 17. | The End in Friend           | Örök barátok            | Denny Lu, Mike Myhre | Gillian M. Berrow              | 2018. augusztus 18.  | 2019. november 2. |
| 187. | 18. | Yakity-Sax                  | Irány Jakjakisztán!     | Denny Lu, Mike Myhre | Michael P. Fox, Wil Fox        | 2018. augusztus 25.  | 2019. november 2. |
| 188. | 19. | Road to Friendship          | A barátság útja         | Denny Lu, Mike Myhre | Josh Haber                     | 2018. szeptember 1.  | 2019. november 3. |
| 189. | 20. | The Washouts                | A Bombák                | Denny Lu, Mike Myhre | Nick Confalone                 | 2018. szeptember 8.  | 2019. november 3. |
| 190. | 21. | A Rockhoof and a Hard Place | Rockhoof dilemmája      | Denny Lu, Mike Myhre | Kaita Mpambara                 | 2018. szeptember 15. | 2019. november 3. |
| 191. | 22. | What Lies Beneath           | A felszín alatt         | Denny Lu, Mike Myhre | Michael Vogel                  | 2018. szeptember 22. | 2019. november 4. |
| 192. | 23. | Sounds of Silence           | A csend hangjai         | Denny Lu, Mike Myhre | Gregory Bonsignore             | 2018. szeptember 29. | 2019. november 5. |
| 193. | 24. | Father Knows Beast          | Apa szörnyen tudja      | Denny Lu, Mike Myhre | Josh Haber                     | 2018. október 6.     | 2019. november 6. |
| 194. | 25. | School Raze, part 1         | Varázs para, 1. rész    | Denny Lu, Mike Myhre | Nicole Dubuc                   | 2018. október 13.    | 2019. november 7. |
| 195. | 26. | School Raze, part 2         | Varázs para, 2. rész    | Denny Lu, Mike Myhre | Josh Haber                     | 2018. október 13.    | 2019. november 8. |

### Különkiadás: A legeslegjobb ajándék (Best Gift Ever) (2018)
| #    | Eredeti cím                    | Magyar cím                             | Rendezte             | Írta          | Eredeti premier   | Magyar premier     |
| ---- | ------------------------------ | -------------------------------------- | -------------------- | ------------- | ----------------- | ------------------ |
| 196. | My Little Pony: Best Gift Ever | Én kicsi pónim: A legeslegjobb ajándék | Denny Lu, Jim Miller | Michael Vogel | 2018. október 27. | 2019. december 24. |

### 9. évad (2019)
| #    | #   | Eredeti cím                      | Rendezte             | Írta | Eredeti premier      |
| ---- | --- | -------------------------------- | -------------------- | --- | -------------------- |
| 197. | 1.  | The Beginning of the End, Part 1 | Denny Lu, Mike Myhre | Joanna Lewis, Kristine Songco                                                                                                | 2019. április 6.     |
| 198. | 2.  | The Beginning of the End, Part 2 | Denny Lu, Mike Myhre | Joanna Lewis, Kristine Songco                                                                                                | 2019. április 6.     |
| 199. | 3.  | Uprooted                         | Denny Lu, Mike Myhre | Nicole Dubuc | 2019. április 13.    |
| 200. | 4.  | Sparkle's Seven                  | Denny Lu, Mike Myhre | Történet: Ashleigh Ball, Andrea Libman, Tabitha St. Germain, Tara Strong, Cathy Weseluck Tévéjáték: Nicole Dubuc, Josh Haber | 2019. április 20.    |
| 201. | 5.  | The Point of No Return           | Denny Lu, Mike Myhre | Gillian M. Berrow | 2019. április 27.    |
| 202. | 6.  | Common Ground                    | Denny Lu, Mike Myhre | Josh Haber | 2019. május 4.       |
| 203. | 7.  | She's All Yak                    | Denny Lu, Mike Myhre | Brian Hohlfeld | 2019. május 11.      |
| 204. | 8.  | Frenemies                        | Denny Lu, Mike Myhre | Michael Vogel | 2019. május 18.      |
| 205. | 9.  | Sweet and Smoky                  | Denny Lu, Mike Myhre | Kim Beyer-Johnson | 2019. május 25.      |
| 206. | 10. | Going to Seed                    | Denny Lu, Mike Myhre | Dave Rapp | 2019. június 1.      |
| 207. | 11. | Student Counsel                  | Denny Lu, Mike Myhre | Josh Haber | 2019. június 8.      |
| 208. | 12. | The Last Crusade                 | Denny Lu, Mike Myhre | Nicole Dubuc | 2019. június 15.     |
| 209. | 13. | Between Dark and Dawn            | Denny Lu, Mike Myhre | Gail Simone | 2019. június 22.     |
| 210. | 14. | That's a Laugh                   | Denny Lu, Mike Myhre | Michael P. Fox, Wil Fox | 2019. augusztus 3.   |
| 211. | 15. | 2,4,6, Greaaat                   | Denny Lu, Mike Myhre | Kaita Mpambara | 2019. augusztus 10.  |
| 212. | 16. | A Trivial Problem                | Denny Lu, Mike Myhre | Brittany Jo Flores | 2019. augusztus 17.  |
| 213. | 17. | The Summer Sun Setback           | Denny Lu, Mike Myhre | Michael Vogel | 2019. augusztus 24.  |
| 214. | 18. | She Talks to Angel               | Denny Lu, Mike Myhre | Nick Confalone | 2019. augusztus 31.  |
| 215. | 19. | Dragon Dropped                   | Denny Lu, Mike Myhre | Josh Haber | 2019. szeptember 7.  |
| 216. | 20. | A Horse Shoe-In                  | Denny Lu, Mike Myhre | Ariel Shepherd-Oppenheim | 2019. szeptember 14. |
| 217. | 21. | Daring Doubt                     | Denny Lu, Mike Myhre | Nicole Dubuc | 2019. szeptember 21. |
| 218. | 22. | Growing Up is Hard to Do         | Denny Lu, Mike Myhre | Ed Valentine | 2019. szeptember 28. |
| 219. | 23. | The Big Mac Question             | Denny Lu, Mike Myhre | Josh Haber and Michael Vogel                                                                                                 | 2019. október 5.     |
| 220. | 24. | The Ending of the End, Part 1    | Denny Lu, Mike Myhre | Nicole Dubuc | 2019. október 12.    |
| 221. | 25. | The Ending of the End, Part 2    | Denny Lu, Mike Myhre | Michael Vogel | 2019. október 12.    |
| 222. | 26. | The Last Problem                 | Denny Lu, Mike Myhre | Josh Haber | 2019. október 12.    |

### Különkiadás: Szivárvány fesztivál (Rainbow Roadtrip) (2019)
| Eredeti cím                      | Magyar cím                           | Rendezte          | Írta              | Eredeti premier  | Magyar premier  |
| -------------------------------- | ------------------------------------ | ----------------- | ----------------- | ---------------- | --------------- |
| My Little Pony: Rainbow Roadtrip | Én kicsi pónim: Szivárvány fesztivál | Gillian Comerford | Kim Beyer-Johnson | 2019. június 29. | 2020. január 4. |

### Clip Shows: Friendship is Forever (2020)
| #    | #  | Eredeti cím            | Rendezte             | Írta       | Eredeti premier   |
| ---- | -- | ---------------------- | -------------------- | ---------- | ----------------- |
| 223. | 1. | A-Dressing Memories    | Denny Lu, Mike Myhre | Josh Haber | 2020. április 20. |
| 224. | 2. | Cakes for the Memories | Denny Lu, Mike Myhre | Josh Haber | 2020. április 27. |
| 225. | 3. | Memnagerie             | Denny Lu, Mike Myhre | Josh Haber | 2020. május 4.    |
| 226. | 4. | Deep Tissue Memories   | Denny Lu, Mike Myhre | Josh Haber | 2020. május 11.   |
| 227. | 5. | Harvesting Memories    | Denny Lu, Mike Myhre | Josh Haber | 2020. május 18.   |
| 228. | 6. | Memories and More      | Denny Lu, Mike Myhre | Josh Haber | 2020. május 25.   |

## Rövidfilmek

### Flurry Heart baba csupaszív albuma (Baby Flurry Heart's Heartfelt Scrapbook) (2016–2017)
A magyar változatot a Minimax mutatta be. A magyar premierek reklámszünetekben voltak, nagyjából 2018. január vége és 2018. február eleje között.
| #   | Eredeti cím               | Magyar cím                      | Írta                           | Eredeti premier    | Magyar premier |
| --- | ------------------------- | ------------------------------- | ------------------------------ | ------------------ | -------------- |
| 1.  | The Royal Wedding         | A királyi esküvő                | Meghan McCarthy, Michael Vogel | 2016. július 18.   | 2018.          |
| 2.  | Foal Sitting 101          | Póniszitterkedés 101            | Meghan McCarthy, Michael Vogel | 2016. július 18.   | 2018.          |
| 3.  | All About Alicorns        | Minden az Alikornokról          | Meghan McCarthy, Michael Vogel | 2016. július 18.   | 2018.          |
| 4.  | Cutie Mark Magic          | Szépségjegy varázslat           | Meghan McCarthy, Michael Vogel | 2016. augusztus 5. | 2018.          |
| 5.  | Saving the Crystal Empire | A Kristály birodalom megmentése | Meghan McCarthy, Michael Vogel | 2016. augusztus 8. | 2018.          |
| 6.  | Hearth's Warming Eve      | Szív Melege estélye             | Meghan McCarthy, Michael Vogel | 2017. március 20.  | 2018.          |
| 7.  | Nightmare Night           | Rémségek éjszakája              | Meghan McCarthy, Michael Vogel | 2016. október 28.  | 2018.          |
| 8.  | The Land of Equestria     | Equestria birodalma             | Meghan McCarthy, Michael Vogel | 2017. március 31.  | 2018.          |
| 9.  | The Crystalling           | A kristályozás                  | Meghan McCarthy, Michael Vogel | 2016. október 19.  | 2018.          |
| 10. | The Magic of Friendship   | Varázslatos barátság            | Meghan McCarthy, Michael Vogel | 2017. április 14.  | 2018.          |

### Rarity's Peek Behind the Boutique (2017)
| #  | Eredeti cím             | Írta         | Eredeti premier  |
| -- | ----------------------- | ------------ | ---------------- |
| 1. | Fashion Do's and Don'ts | Nicole Dubuc | 2017. június 22. |
| 2. | Fashion vs. Function    | Nicole Dubuc | 2017. június 22. |
| 3. | Customer Critiques      | Nicole Dubuc | 2017. június 22. |

### Fundamentals of Magic (2018)
| #  | Eredeti cím           | Írta              | Eredeti premier   |
| -- | --------------------- | ----------------- | ----------------- |
| 1. | Types of Magic        | Gillian M. Berrow | 2018. február 22. |
| 2. | Magical Creatures     | Gillian M. Berrow | 2018. március 1.  |
| 3. | Spells                | Gillian M. Berrow | 2018. március 8.  |
| 4. | Magical Objects       | Gillian M. Berrow | 2018. március 15. |
| 5. | When Magic Goes Wrong | Gillian M. Berrow | 2018. március 22. |

### Best Gift Ever (2018)
| #  | Eredeti cím           | Rendezte             | Írta              | Eredeti premier    |
| -- | --------------------- | -------------------- | ----------------- | ------------------ |
| 1. | Triple Pony Dare Ya   | Denny Lu, Mike Myhre | Kim Beyer-Johnson | 2018. december 11. |
| 2. | The Great Escape Room | Denny Lu, Mike Myhre | Kim Beyer-Johnson | 2018. december 11. |
| 3. | Mystery Voice         | Denny Lu, Mike Myhre | Kate Leth         | 2018. december 11. |

### Miscellaneous (2019)
| #  | Eredeti cím             | Rendezte             | Írta              | Eredeti premier   |
| -- | ----------------------- | -------------------- | ----------------- | ----------------- |
| 1. | Rarity's Biggest Fan    | Denny Lu, Mike Myhre | Gillian M. Berrow | 2019. január 29.  |
| 2. | Ail-icorn               | Denny Lu, Mike Myhre | Kim Beyer-Johnson | 2019. február 5.  |
| 3. | Teacher of the Month    | Denny Lu, Mike Myhre | Katherine Chilson | 2019. február 12. |
| 4. | Starlight the Hypnotist | Denny Lu, Mike Myhre | Gillian M. Berrow | 2019. február 19. |
| 5. | Sundae, Sundae, Sundae  | Denny Lu, Mike Myhre | Gillian M. Berrow | 2019. február 26. |

## Equestria Girls filmek
| #  | Eredeti cím                                          | Magyar cím                                                    | Rendezte        | Írta                          | Eredeti premier      | Magyar premier       |
| -- | ---------------------------------------------------- | ------------------------------------------------------------- | --------------- | ----------------------------- | -------------------- | -------------------- |
| 1. | My Little Pony: Equestria Girls                      | My Little Pony: Equestria Girls                               | Jayson Thiessen | Meghan McCarthy               | 2013. június 15.     | 2013. szeptember 29. |
| 2. | My Little Pony: Equestria Girls – Rainbow Rocks      | My Little Pony: Equestria Girls – Szivárványvarázs            | Jayson Thiessen | Meghan McCarthy               | 2014. szeptember 27. | 2014. november 29.   |
| 3. | My Little Pony: Equestria Girls – Friendship Games   | My Little Pony: Equestria Girls – Barátságpróba               | Ishi Rudell     | Josh Haber                    | 2015. szeptember 26. | 2015. december 13.   |
| 4. | My Little Pony: Equestria Girls – Legend of Everfree | My Little Pony: Equestria Girls – Az örök szabadság legendája | Ishi Rudell     | Kristine Songco, Joanna Lewis | 2016. október 1.     | 2016. november 26.   |

## Equestria Girls különkiadások
| #  | Eredeti cím                                                   | Magyar cím                                                   | Rendezte                    | Írta                     | Eredeti premier   | Magyar premier                                                       |
| -- | ------------------------------------------------------------- | ------------------------------------------------------------ | --------------------------- | ------------------------ | ----------------- | -------------------------------------------------------------------- |
| 1. | My Little Pony: Equestria Girls – Dance Magic                 | My Little Pony: Equestria Girls – Táncvarázslat              | Ishi Rudell, Katrina Hadley | Gillian M. Berrow        | 2017. június 24.  | 2017. december 28. (Cseh Minimax) 2018. február 19. (Magyar Minimax) |
| 2. | My Little Pony: Equestria Girls – Movie Magic                 | My Little Pony: Equestria Girls – Filmvarázs                 | Ishi Rudell, Katrina Hadley | Noelle Benvenuti         | 2017. július 1.   | 2017. december 28. (Cseh Minimax) 2018. február 19. (Magyar Minimax) |
| 3. | My Little Pony: Equestria Girls – Mirror Magic                | My Little Pony: Equestria Girls – Tükörvarázs                | Ishi Rudell, Katrina Hadley | Rachel Vine, Dave Polsky | 2017. július 8.   | 2017. december 28. (Cseh Minimax) 2018. február 19. (Magyar Minimax) |
| 4. | My Little Pony: Equestria Girls – Forgotten Friendship        | Én kicsi pónim: Equestria lányok – Elfeledett barátság       | Ishi Rudell, Katrina Hadley | Nick Confalone           | 2018. február 17. | 2019. november 1.                                                    |
| 5. | My Little Pony: Equestria Girls – Rollercoaster of Friendship | Én kicsi pónim: Equestria lányok – A barátság hullámvasútján | Ishi Rudell, Katrina Hadley | Nick Confalone           | 2018. július 6.   | 2019. november 1.                                                    |
| 6. | My Little Pony: Equestria Girls – Spring Breakdown            | Én kicsi pónim: Equestria lányok – Tavaszi szünet            | Ishi Rudell, Katrina Hadley | Nick Confalone           | 2019. március 30. | 2019. december 31.                                                   |
| 7. | My Little Pony: Equestria Girls – Sunset's Backstage Pass     | Én kicsi pónim: Equestria lányok – A színfalak mögött        | Ishi Rudell, Katrina Hadley | Whitney Ralls            | 2019. július 27.  | 2020. január 1.                                                      |
| 8. | My Little Pony: Equestria Girls – Holidays Unwrapped          | Én kicsi pónim: Equestria lányok – Jöhetnek az ünnepek!      | Ishi Rudell, Katrina Hadley | Anna Christopher         | 2019. november 2. | 2019. december 5.                                                    |

## Equestria Girls rövidfilmek

### Rainbow Rocks: Prequel Shorts (2014)
| #  | Eredeti cím         | Rendezte    | Írta                              | Eredeti premier   |
| -- | ------------------- | ----------- | --------------------------------- | ----------------- |
| 1. | Music to My Ears    | Ishi Rudell | Cindy Morrow                      | 2014. március 27. |
| 2. | Guitar Centered     | Ishi Rudell | Amy Keating Rogers                | 2014. április 4.  |
| 3. | Hamstocalypse Now   | Ishi Rudell | Josh Haber                        | 2014. április 11. |
| 4. | Pinkie on the One   | Ishi Rudell | Josh Haber                        | 2014. április 25. |
| 5. | Player Piano        | Ishi Rudell | Amy Keating Rogers                | 2014. május 9.    |
| 6. | A Case for the Bass | Ishi Rudell | Natasha Levinger                  | 2014. május 23.   |
| 7. | Shake Your Tail     | Ishi Rudell | Amy Keating Rogers                | 2014. június 6.   |
| 8. | Perfect Day for Fun | Ishi Rudell | Amy Keating Rogers, Daniel Ingram | 2014. június 19.  |

### Rainbow Rocks: Encore Shorts (2015)
| #  | Eredeti cím                 | Rendezte    | Írta                                                                        | Eredeti premier  |
| -- | --------------------------- | ----------- | --------------------------------------------------------------------------- | ---------------- |
| 1. | Life is a Runway            | Ishi Rudell | Katrina Hadley, Daniel Ingram, Brian Lenard, Jayson Thiessen, Michael Vogel | 2015. április 2. |
| 2. | My Past is Not Today        | Ishi Rudell | Katrina Hadley, Daniel Ingram, Brian Lenard, Jayson Thiessen, Michael Vogel | 2015. április 2. |
| 3. | Friendship Through the Ages | Ishi Rudell | Katrina Hadley, Daniel Ingram, Brian Lenard, Jayson Thiessen, Michael Vogel | 2015. április 2. |

### Friendship Games (2015)
| #  | Eredeti cím                           | Rendezte        | Írta                         | Eredeti premier     |
| -- | ------------------------------------- | --------------- | ---------------------------- | ------------------- |
| 1. | The Science of Magic                  | Jayson Thiessen | Natasha Levinger             | 2015. augusztus 1.  |
| 2. | Pinkie Spy                            | Jayson Thiessen | Natasha Levinger             | 2015. augusztus 8.  |
| 3. | All's Fair in Love & Friendship Games | Jayson Thiessen | Jim Miller                   | 2015. augusztus 15. |
| 4. | Photo Finished                        | Jayson Thiessen | Ishi Rudell, Jayson Thiessen | 2015. augusztus 22. |
| 5. | A Banner Day                          | Jayson Thiessen | Timothy Packford             | 2015. augusztus 29. |

### Summertime Shorts (2017)
| #   | Eredeti cím              | Rendezte                    | Írta              | Eredeti premier      |
| --- | ------------------------ | --------------------------- | ----------------- | -------------------- |
| 1.  | Make Up Shake Up         | Ishi Rudell                 | Gillian M. Berrow | 2017. július 30.     |
| 2.  | A Photo Booth Story      | Ishi Rudell                 | Gillian M. Berrow | 2017. július 30.     |
| 3.  | Raise This Roof          | Ishi Rudell,                | Gillian M. Berrow | 2017. július 30.     |
| 4.  | Steps of Pep             | Ishi Rudell                 | Gillian M. Berrow | 2017. július 30.     |
| 5.  | Mad Twience              | Ishi Rudell, Katrina Hadley | John Boyd         | 2017. július 30.     |
| 6.  | Monday Blues             | Ishi Rudell, Katrina Hadley | John Boyd         | 2017. augusztus 4.   |
| 7.  | Pet Project              | Ishi Rudell                 | Gillian M. Berrow | 2017. augusztus 5.   |
| 8.  | Subs Rock                | Ishi Rudell                 | Gillian M. Berrow | 2017. augusztus 5.   |
| 9.  | Shake Things Up!         | Ishi Rudell, Katrina Hadley | Mason Rather      | 2017. augusztus 11.  |
| 10. | The Art of Friendship    | Ishi Rudell                 | Gillian M. Berrow | 2017. augusztus 12.  |
| 11. | The Canterlot Movie Club | Ishi Rudell                 | Gillian M. Berrow | 2017. augusztus 20.  |
| 12. | Leaping Off the Page     | Ishi Rudell                 | Gillian M. Berrow | 2017. augusztus 27.  |
| 13. | Get the Show on the Road | Ishi Rudell, Katrina Hadley | Chris Jackson     | 2017. augusztus 27.  |
| 14. | Epic Fails               | Ishi Rudell                 | Gillian M. Berrow | 2017. augusztus 27.  |
| 15. | Coinky-Dink World        | Ishi Rudell, Katrina Hadley | Mason Rather      | 2017. szeptember 22. |
| 16. | Good Vibes               | Ishi Rudell, Katrina Hadley | Daniel Ingram     | 2017. szeptember 22. |

### Better Together (1. évad) (2017–2018)
| #   | Eredeti cím                   | Rendezte    | Írta                                            | Eredeti premier    |
| --- | ----------------------------- | ----------- | ----------------------------------------------- | ------------------ |
| 1.  | A Fine Line                   | Ishi Rudell | Gillian M. Berrow, Sam To                       | 2017. november 17. |
| 2.  | School of Rock                | Ishi Rudell | Gillian M. Berrow, Tori Grant                   | 2017. november 24. |
| 3.  | Queen of Clubs                | Ishi Rudell | Gillian M. Berrow, Selena Marchetti             | 2017. december 1.  |
| 4.  | Pinkie Sitting                | Ishi Rudell | Gillian M. Berrow, Tori Grant                   | 2017. december 8.  |
| 5.  | The Finals Countdown          | Ishi Rudell | Gillian M. Berrow, Selena Marchetti             | 2017. december 15. |
| 6.  | Overpowered                   | Ishi Rudell | Gillian M. Berrow, Sam To                       | 2017. december 22. |
| 7.  | Star Crossed                  | Ishi Rudell | Gillian M. Berrow, Tori Grant                   | 2017. december 29. |
| 8.  | My Little Shop of Horrors     | Ishi Rudell | Gillian M. Berrow, Selena Marchetti             | 2017. január 5.    |
| 9.  | A Little Birdie Told Me       | Ishi Rudell | Gillian M. Berrow, Gloria Jenkins               | 2018. január 12.   |
| 10. | Display of Affection          | Ishi Rudell | Gillian M. Berrow, Sam To                       | 2018. január 19.   |
| 11. | Super Squad Goals, Tori Grant | Ishi Rudell | Gillian M. Berrow                               | 2018. január 26.   |
| 12. | Road Trippin                  | Ishi Rudell | Gillian M. Berrow, Sam To                       | 2018. március 2.   |
| 13. | X Marks the Spot              | Ishi Rudell | Kara Lee Burk, Selena Marchetti                 | 2018. április 13.  |
| 14. | Aww... Baby Turtles           | Ishi Rudell | Kara Lee Burk, Tori Grant                       | 2018. április 20.  |
| 15. | The Salty Sails               | Ishi Rudell | Whitney Ralls, Jeff Bittle                      | 2018. április 27.  |
| 16. | Lost and Found                | Ishi Rudell | Kate Leth, Selena Marchetti                     | 2018. május 4.     |
| 17. | Too Hot to Handle             | Ishi Rudell | Laura Hooper Beck, Tori Grant                   | 2018. május 11.    |
| 18. | Blue Crushed                  | Ishi Rudell | Kate Leth, Jeff Bittle                          | 2018. május 18.    |
| 19. | Unsolved Selfie Mysteries     | Ishi Rudell | Nina Daniels, Selena Marchetti                  | 2018. május 25.    |
| 20. | Friendship Math               | Ishi Rudell | M.J. Offen, Tori Grant                          | 2018. június 1.    |
| 21. | Turf War                      | Ishi Rudell | Laura Hooper Beck, Jeff Bittle                  | 2018. június 8.    |
| 22. | The Last Day of School        | Ishi Rudell | Kate Leth, Selena Marchetti                     | 2018. június 15.   |
| 23. | Outtakes                      | Ishi Rudell | Whitney Ralls, Tori Grant                       | 2018. június 22.   |
| 24. | Pinkie Pie: Snack Psychic     | Ishi Rudell | Laura Hooper Beck, Jeff Bittle                  | 2018. június 29.   |
| 25. | Five to Nine                  | Ishi Rudell | Gillian M. Berrow, Selena Marchetti             | 2018. július 6.    |
| 26. | So Much More to Me            | Ishi Rudell | Kate Leth, Tori Grant                           | 2018. július 13.   |
| 27. | The Other Side                | Ishi Rudell | John Boyd, Lisette Bustamante, Selena Marchetti | 2018. október 5.   |

### Better Together (2. évad) (2019–2020)
| #   | Eredeti cím                     | Rendezte                    | Írta                                                          | Eredeti premier     |
| --- | ------------------------------- | --------------------------- | ------------------------------------------------------------- | ------------------- |
| 1.  | Reboxing with Spike!            | Ishi Rudell, Katrina Hadley | Gillian M. Berrow, Jeff Bittle                                | 2019. január 11.    |
| 2.  | DIY with Applejack              | Ishi Rudell, Katrina Hadley | Laura Hooper Beck, Bevin Brand, Sara Kim                      | 2019. január 18.    |
| 3.  | The Craft of Cookies            | Ishi Rudell, Katrina Hadley | Laura Hooper Beck, Selena Marchetti                           | 2019. január 25.    |
| 4.  | Street Magic with Trixie!       | Ishi Rudell, Katrina Hadley | Laura Hooper Beck, Jeff Bittle                                | 2019. február 1.    |
| 5.  | Sic Skateboard                  | Ishi Rudell, Katrina Hadley | Gillian M. Berrow, Selena Marchetti                           | 2019. február 8.    |
| 6.  | Street Chic                     | Ishi Rudell, Katrina Hadley | Laura Hooper Beck, Jeff Bittle                                | 2019. február 15.   |
| 7.  | Game Stream                     | Ishi Rudell, Katrina Hadley | Katie Chilson, Gemma Findlay                                  | 2019. február 22.   |
| 8.  | Best in Show: The Pre-Show      | Ishi Rudell, Katrina Hadley | Gillian M. Berrow, Selena Marchetti                           | 2019. március 1.    |
| 9.  | Best in Show: The Victory Lap   | Ishi Rudell, Katrina Hadley | Katie Chilson, Selena Marchetti                               | 2019. március 8.    |
| 10. | Schedule Swap                   | Ishi Rudell, Katrina Hadley | Gillian M. Berrow, Jeff Bittle                                | 2019. március 15.   |
| 11. | Twilight Under the Stars        | Ishi Rudell, Katrina Hadley | Gillian M. Berrow, Gemma Findlay                              | 2019. március 22.   |
| 12. | Five Stars                      | Ishi Rudell, Katrina Hadley | Gillian M. Berrow, Kate Chilson, Jeff Bittle                  | 2019. március 29.   |
| 13. | FOMO                            | Ishi Rudell, Katrina Hadley | Gillian M. Berrow, Kate Chilson, Selena Marchetti             | 2019. április 5.    |
| 14. | I'm on a Yacht                  | Ishi Rudell, Katrina Hadley | John Boyd, Lisette Bustamante, Jeff Bittle                    | 2019. május 24.     |
| 15. | Run to Break Free               | Ishi Rudell, Katrina Hadley | Jessica Vaughn, Jess Furman, Dan Whittemore, Selena Marchetti | 2019. május 31.     |
| 16. | Camping Must-Haves              | Ishi Rudell, Katrina Hadley | Katie Chilson, Megan Parker                                   | 2019. június 7.     |
| 17. | Festival Filters                | Ishi Rudell, Katrina Hadley | Katie Chilson, Selena Marchetti                               | 2019. június 14.    |
| 18. | How to Backstage                | Ishi Rudell, Katrina Hadley | Katie Chilson, Jeff Bittle                                    | 2019. június 21.    |
| 19. | Festival Looks                  | Ishi Rudell, Katrina Hadley | Katie Chilson, Roxy Beiklik                                   | 2019. június 28.    |
| 20. | Five Lines You Need to Stand In | Ishi Rudell, Katrina Hadley | Katie Chilson, Sara Kim                                       | 2019. július 5.     |
| 21. | Do It For the Ponygram!         | Ishi Rudell, Katrina Hadley | Nick Confalone, Sara Kim                                      | 2019. augusztus 30. |
| 22. | Find the Magic                  | Ishi Rudell, Katrina Hadley | Jarl Aanestad, Jess Furman, Jessica Vaughn, Megan Parker      | 2019. szeptember 1. |
| 23. | Let It Rain                     | Ishi Rudell, Katrina Hadley | John Boyd, Jess Furman, Jessica Vaughn, Selena Marchetti      | 2020. február 4.    |
| 24. | Cheer You On                    | Ishi Rudell, Katrina Hadley | John Boyd, Jess Furman, Jessica Vaughn, Jeff Bittle           | 2020. március 8.    |

### Choose Your Own Ending (1. évad) (2018)
| #   | Eredeti cím                                         | Rendezte    | Írta                | Eredeti premier     |
| --- | --------------------------------------------------- | ----------- | ------------------- | ------------------- |
| 1.  | Fluttershy's Butterflies                            | Ishi Rudell | Nick Confalone      | 2018. február 2.    |
| 2.  | Text Support                                        | Ishi Rudell | Jim Martin          | 2018. február 9.    |
| 3.  | Driving Miss Shimmer                                | Ishi Rudell | Kate Leth           | 2018. február 16.   |
| 4.  | Best Trends Forever                                 | Ishi Rudell | Whitney Ralls       | 2018. február 23.   |
| 5.  | Stressed in Show                                    | Ishi Rudell | Kelly D'Angelo      | 2018. július 20.    |
| 6.  | Rarity Investigates: The Case of the Bedazzled Boot | Ishi Rudell | Julia Prescott      | 2018. július 27.    |
| 7.  | All the World's Off Stage                           | Ishi Rudell | Christopher Godfrey | 2018. augusztus 3.  |
| 8.  | Constructive Criticism                              | Ishi Rudell | Jim Martin          | 2018. augusztus 10. |
| 9.  | Opening Night                                       | Ishi Rudell | Kelly D'Angelo      | 2018. augusztus 17. |
| 10. | Happily Ever After Party                            | Ishi Rudell | Whitney Ralls       | 2018. augusztus 24. |

### Choose Your Own Ending (2. évad) (2019–2020)
| #  | Eredeti cím             | Rendezte    | Írta             | Eredeti premier      |
| -- | ----------------------- | ----------- | ---------------- | -------------------- |
| 1. | Wake-Up!                | Ishi Rudell | Kate Leth        | 2019. szeptember 3.  |
| 2. | The Last Drop           | Ishi Rudell | Whitney Ralls    | 2019. szeptember 6.  |
| 3. | Inclement Leather       | Ishi Rudell | Anna Christopher | 2019. szeptember 8.  |
| 4. | Lost and Pound          | Ishi Rudell | Jim Martin       | 2019. szeptember 10. |
| 5. | Accountibilibuddies     | Ishi Rudell | Jim Martin       | 2019. szeptember 13. |
| 6. | The Road Less Scheduled | Ishi Rudell | Anna Christopher | 2019. szeptember 15. |
| 7. | Costume Conundrum       | Ishi Rudell | Jim Martin       | 2020. február 17.    |
| 8. | Sock It To Me           | Ishi Rudell | Kate Leth        | 2020. április 5.     |
| 9. | Tip Toppings            | Ishi Rudell | Katie Chilson    | 2020. június 3.      |